# Raggruppamento aeromobili carabinieri
Il Raggruppamento Aeromobili Carabinieri (RAC) è una componente del Servizio aereo carabinieri (SA) dipendente dalla Divisione unità specializzate carabinieri, a sua volta dipendente dal Comando delle unità mobili e specializzate carabinieri "Palidoro".
Si occupa degli aspetti concettuali ed organizzativi per l'addestramento, l'operatività e la logistica dei reparti che ne dipendono (Nucleo Elicotteri Carabinieri) ed esecutivo per il proprio livello di comando.

## Organizzazione
Il Raggruppamento Aeromobili Carabinieri ha la sua base all'Aeroporto di Pratica di Mare con compiti di coordinamento operativo dei Nuclei Elicotteri che si occupano della fase operativa e sono omogeneamente decentrati sul territorio nazionale al fine di garantire un tempestivo intervento.
Alle dipendenze del Raggruppamento Aeromobili Carabinieri operano:
- un Gruppo Volo (con un Nucleo Aeroplani e 2 Nuclei Elicotteri di Pratica di Mare e di Roma-Urbe)
- 16 (sedici) Nuclei Elicotteri periferici, con una flotta complessiva di 59 elicotteri e 2 velivoli ad ala fissa (aerei Piaggio P180) per garantire la copertura operativa dell'intero territorio nazionale con tempi di intervento contenuti in 30 minuti.

## Aeromobili in uso
| Aeromobile           | Origine            | Tipo                          | Versione (denominazione locale)                  | In servizio | Note                                                                         | Immagine |
| AgustaWestland A109N | Italia             | Elicottero multiruolo leggero | A109A/A-II (26) A109E Power (3) A109N Nexus (17) | 46          | I 3 esemplari della versione A109E Power sono impiegati per il trasporto VIP |          |
| Agusta-Bell AB-412   | Stati Uniti Italia | Elicottero da trasporto medio | AB-412 (9) AB-412HP (12) AB-412SP (9)            | 30          | Originariamente ne furono acquistati 35 esemplari                            |          |
| Piaggio P180 Avanti  | Italia             | Aereo da trasporto executive  | P-180 Avanti II                                  | 2           | Impiegato per il collegamento e il trasporto VIP                             |          |

## Aeromobili storici

### Elicotteri
- Agusta-Bell AB-47G-3B1
- Agusta-Bell AB-47J / AB-47J-3
- Agusta-Bell AB-204B
- Agusta-Bell AB-205A-1
- Agusta-Bell AB-206B-1
- Agusta A109 Hirundo
- Agusta-Bell AB-412